# Upiory (film)
Upiory (org. Spookies) – amerykańsko-holenderski niezależny film grozy z 1986 roku. Tytuł alternatywny: Duchy.

## Treść
Grupa młodych ludzi szukając miejsca do dobrej zabawy trafia do starego domu na starym cmentarzu. Okazuje się, że mieszka tam czarownik Kreon. Potrzebuje on świeżych dusz aby podtrzymać wieczną młodość swojej narzeczonej. Rozpoczyna się więc polowanie na młodych ludzi, w którym biorą udział  sługi czarownika - Trup Z Szafy, Kobieta - Pajęczyca, Elektryczny Mutant, Piszczący Błękitny Gej oraz armia zombie...

## Główne role
- Peter Dain
- Peter Iasillo
- Joan Ellen Delaney
- Nick Gionta
- Anthony J Valbiro
- Lisa Friede
- Kim Merrill
- Charlotte Alexandra
- Al Magliochetti
- Felix Ward
- Alec Nemser
- Maria Pechukas
- Soo Paek